# 石田良三
石田 良三（いしだ りょうぞう、1931年〈昭和6年〉12月1日 - ）は、昭和から平成時代の政治家。島根県大田市長。旭日小綬章受章。

## 経歴
島根県出身。島根県立邇摩高等学校卒業。
1955年（昭和30年）大田市役所に入り、全日本自治団体労働組合島根県本部委員長、県労働組合評議会副議長などを経て、1975年（昭和50年）社会党から島根県議会議員に当選。この間、社会党県本部書記を務めた。
1985年（昭和60年）より大田市長を1期、1991年（平成3年）県議に復帰した。2008年春の叙勲で旭日小綬章を受章。